# Fossombronia alaskana
Fossombronia alaskana là một loài Rêu trong họ Fossombroniaceae. Loài này được Steere & Inoue mô tả khoa học đầu tiên năm 1974.